# Herpyllus giganteus
Espèce
Herpyllus giganteus est une espèce d'araignées aranéomorphes de la famille des Gnaphosidae.

## Distribution
Cette espèce est endémique de Basse-Californie au Mexique,. Elle se rencontre sur l'île Guadalupe.

## Description
La femelle holotype mesure 17,28 mm.

## Publication originale
- Platnick & Shadab, 1977 : A revision of the spider genera Herpyllus and Scotophaeus (Araneae, Gnaphosidae) in North America. Bulletin of the American Museum of Natural History, no 159, p. 1-44 (texte intégral).